# 2-アセチルチアゾール
2-アセチルチアゾール（英: 2-Acetylthiazole）は、化学式C5H5NOSで表される有機硫黄化合物の一種である。

## 性質
ポップコーンやナッツを思わせるグリーン香を持つ無色の液体で、天然には牛肉やジャガイモなどに含まれる。純品は結晶体である。分子構造の近い2-アセチル-1-ピロリン（APy）やアセチルテトラヒドロピリジン、アセチルピリジンに類似した香気を呈するが、APyに比べると嗅覚閾値は高い（すなわち、匂いの感じ方が弱い）。
日本の消防法では危険物第4類第三石油類（非水溶性）に区分される。

## 用途
飲料やチューインガム、冷菓、キャンディなどの食品フレーバーに0.2～1.4ppmほど用いられる。タバコ用香料としても、5ppmほど添加される。